# 大谷杉郎
大谷 杉郎（おおたに すぎお、1925年12月10日 - 2010年7月1日）は日本の化学者、工学博士。
1962年より群馬大学工学部教授。1991年より東海大学開発工学部教授、群馬大学名誉教授。コールタールピッチや石油ピッチを原料とする、ピッチ系炭素繊維を発明したことで知られる。
専門は炭素材料の研究で、炭素化過程の基礎研究と新材料開発に従事した。　

## 来歴
1963年、ピッチを原料にして炭素繊維を作ることに成功。1969年には、ピッチを熱処理して得られるメゾフェーズ・ピッチを原料に用いると性能の高い炭素繊維が得られることを発見し、ピッチ系メゾフェーズ炭素繊維を発明した。これを受けて1970年には呉羽化学工業株式会社（現・株式会社クレハ）がピッチ系炭素繊維（等方性）の生産を開始している。

### 略歴
- 1925年　新潟県加茂市で生まれる。
- 1947年　桐生工業専門学校（現・群馬大学工学部）工業化学科卒業。
- 1960年　工学博士（京都大学）。
- 1962年　群馬大学工学部教授。
- 1988年　群馬大学地域共同研究センター長。
- 1991年　群馬大学名誉教授。
- 1991年　東海大学開発工学部教授。
- 1999年　（財）群馬大学科学技術振興会理事長。
- 2010年　群馬県桐生市にて死去。

1983年から1992年まで、炭素材料学会会長を務めた。。

## 受賞・栄典
- 1972年　日本化学会化学技術賞[6]
- 1994年　石川カーボン賞
- 2006年　瑞宝中綬章[7]

## 主な著書
- 『炭素繊維をめぐって―木炭から炭の飛行機まで』高分子市場研究所、1971年。
- 『炭の科学とその世界』横川書房、1976年。
- 『驚異の炭素―釣竿・ゴルフクラブから宇宙船まで』ダイヤモンド社、1978年。
- 『炭素化工学の基礎』（真田雄三との共編）オーム社、1980年。
- 『炭素繊維』（奥田謙介、松田滋との共著）近代編集社、1983年、ISBN 4874030025。
- 『カーボンファイバ入門』（大谷朝男との共編）オーム社、1983年、ISBN 4274085325。
- 『炭素新時代―超電導から宇宙基地までの新素材』ダイヤモンド社、1987年、ISBN 4478840032。
- 『つくる立場からみた 複合材料入門』裳華房、1995年、ISBN 4785368047。
- 『新工業化学概論』裳華房、1996年、ISBN 4785331267。
- 『炭素・自問自答』裳華房、1997年、ISBN 4785330562。
- 『炭素―微生物と水環境をめぐって』（小島昭との共編）東海大学出版会、2004年、ISBN 4486016629。